# Cratyna colei
Cratyna colei är en tvåvingeart som först beskrevs av Freeman 1990.  Cratyna colei ingår i släktet Cratyna och familjen sorgmyggor. Arten är reproducerande i Sverige. Inga underarter finns listade i Catalogue of Life.